# 忍者プリンセス
『忍者プリンセス』（にんじゃプリンセス）は、1985年3月にセガから発売された業務用のアクションシューティングゲーム。日本国外版のタイトルは『Sega Ninja』。
主人公の「くるみプリンセス」を操作し、反逆者「玉露左衛門」を倒して寒天城を奪還する事を目的としている。ゲームシステムは『フロントライン』（タイトー、1982年）や『戦場の狼』（カプコン、1985年）に類する内容となっている。基本的には上方向への任意スクロールだが、一部強制スクロールする場面もある。
開発はセガ第一研究開発部（後のセガ第1AM研究開発部）が行い、ゲーム・デザインはアーケードゲーム『フリッキー』（1984年）を手掛けた川崎吉喜が担当、キャラクター・デザインはアーケードゲーム『チャンピオンボクシング』（1984年）を手掛けた小玉理恵子が担当している。
1986年にSG-1000、MSX、セガ・マークIIIに移植された他、2003年に携帯電話のJavaアプリ用ソフトとして配信された。アーケード版は後にセガサターン用ソフト『SEGA AGES メモリアルセレクション VOL.2』（1997年）に収録された。

## ゲーム内容

### システム
反逆者「玉露左衛門」により寒天城を追われた主人公「くるみプリンセス」が、忍者として城の奪還に向かうストーリー。主人公は手裏剣を武器に敵を倒しながら全16ステージを進んでいく事となる。各ステージには「ぷうま忍群」などの手の者が立ちはだかるほか、最後にはボスであるぷうま忍群の首領大蒜（STEP 1 - 12）や家老の玉露左衛門（STEP 13 - 16）が登場する。ボスは手裏剣を10回当てなければ倒せない。ボスに10回手裏剣を打ち込むと赤く表示されボスを倒したことになり面クリア。その後その面の命中率に応じてスコアが加算される（100％の場合はさらに5万点のボーナス）。本作のボスキャラクターは大半が同じ絵の使いまわしとなっている。
ステージは通常面の上方向への任意スクロールの他、横スクロールや右下斜めスクロール、さらには城壁を登るなど変化に富んでいる。上方向スクロールの面は敵の数が多くシューティングの要素が強いが、横や斜めスクロールの面では落ちてくる岩をかわしたり水上の丸太を渡るなどのアクション要素が強いものとなっている。
ラストボスの玉露左衛門を倒すと、エンディングののち次の周回に入る（ループゲーム）。敵の攻撃を受けるか、タイムオーバーでミスとなる。
敵を倒すとアイテムを置いていく場合があり、取ると得点が加算される。（鈴、独楽、扇、白印籠、黒印籠）
また、アイテムのうち巻物については本ゲーム唯一のパワーアップ要素で、取るとBGMが変わり、攻撃が小型のクナイ型手裏剣から大型の風車型手裏剣と代わり、敵への当たり判定と貫通力が強化される。但しパワーアップは取ったその面だけ有効であり、次の面に進むもしくはミスするとまたクナイ型手裏剣に戻ってしまう。

### 攻撃方法
8方向レバーと3ボタンで操作。ボタンは以下の行動に対応している。
なお、敵手裏剣については攻撃で相殺可能だが、相殺エフェクト中は次の手裏剣を投げることが出来ない。（既に連射済の場合は残る）
前打ち手裏剣
主人公の向きに関わらず、つねに画面上方向に手裏剣を投げる。投げる方向が固定の為敵に当てやすいが、単発でしか投げられない。その為敵手裏剣との投げ合いには弱い。
八方向手裏剣
主人公の向いている方に手裏剣を投げる。三連射が効くため敵手裏剣との投げ合いに強いが、クナイ型手裏剣の場合は当たり判定が小さい為強制スクロール面等では使いにくい場合がある。
消えボタン
主人公の姿がごく短時間消え、その間は一切のダメージを受けなくなる「消えの術」を使う。
術には使用制限がなく何度でも使えるが、効果中は攻撃できない（移動は可能、さらに術使用中は敵をすり抜けることも可能）。

## 設定

### ストーリー
「忍者プリンセス」
謀反を起こした玉露左衛門によって寒天城を追われたくるみ姫は、忍者となって玉露左衛門に立ち向かう事を決意。五つの巻物を集めて城の地下室に潜入し、奪われた財宝と城を取り戻すため、玉露左衛門の配下であるぷうま忍群と首領の大蒜らに対し、くるみ姫は三国一と言われる必殺の手裏剣で戦いを挑む。
「忍者プリンセス1メガ版 忍者」
西方にある大神の国の殿様が亡くなり、家臣であったはずの玉露左衛門が権力を掌握、大神忍者らによって民を苦しめ、ついには姫を地下牢に閉じ込めるという専横が始まる。この暴挙に怒り心頭に達した若き忍者・風丸は、得意の手裏剣ただ一つを武器に、大神忍者と玉露左衛門に戦いを挑むのであった。

### ステージ構成
STEP 1「平原」
木はメッシュ処理により、背後にいるキャラクターも視認できる。また茂みに入ると移動速度が低下。ボスの首領大蒜は画面外から刀を自分の周囲で高速に時計回りに回転させつつ近づいてくるが間隔が広いので懐に入れば容易に撃破可能。
STEP 2「村」
水田や川に入ると移動速度が低下。
STEP 3「岩場」
左上方向への強制スクロール面。左上方向よりつねに岩石が落下してくる。岩石は手裏剣の障害にはならないが、当たるとミス。
STEP 4「草原」
上方向への強制スクロール面。狼が襲ってくる（狼は敵忍が化けている）。
STEP 5「神社」
敵が鳥居や屋根に隠れてる。
STEP 6「川」
右方向への強制スクロール面。流木の上のみ移動できる（コナミ『フロッガー』と同様）。
STEP 7「町」
建物が建ち並んでおり、その陰に敵がひそんでいる。
STEP 8「大通り」
左方向への強制スクロール面。左方向よりつねに暴れ馬が走ってくる。暴れ馬はSTEP 3の岩石と同じく、手裏剣は通り抜けるが主人公が接触するとミスとなる（倒すことは不可能）。
STEP 9「武家屋敷」
塀に囲まれており、移動範囲が大きく制限される。また行き止まりもある。
STEP 10「石垣(1)」
石垣を登っていく。全編を通して移動速度が遅く、またミスすると堀まで落ち、最初からやり直しとなる。ボスは屋根の上から降りてこないため、後退しつつ前打ち手裏剣を打ち込む戦法が採れない。
STEP 11「城の庭(1)」
林や石段がある。
STEP 12「石垣(2)」
STEP 10と同じ。ボスの首領大蒜の最後の登場だが今までと攻撃パターンは余り変わらない。
STEP 13「城の庭(2)」
STEP 11と同じ。ここからボスが玉露左衛門となる。玉露左衛門は手持ちの二丁拳銃を高速に連射してくるため攻撃が激しいが、何故か近くにいると銃を撃ってこなくなるため如何に接近するかが鍵。
STEP 14「城の地下」
行き止まりがある。
STEP 15「城の板の間」
障害物がほとんどなく、ステージも短い。
STEP 16「城のたたみの間」
STEP 15と同様。玉露左衛門はラスボス展開だけ有って手裏剣で相殺仕切れないほど銃を乱射してくるが、近くにいると銃を撃ってこなくなるのはこれまでと同様。

## 移植版
移植版ではオリジナルの謎解き要素が加わっているものがある。
謎解き要素は、隠された5本の巻物を見つけて「城の庭(2)」にある隠し階段のヒントを得て、地下室にいる真のラストボスを倒さなければ、エンディングが見られないというもの。アーケード版と同じルートをたどると偽のラストボスにたどり着き、倒してもSTEP 1に戻される。また、5本の巻物をすべて集めた状態で隠し階段を進まなかった場合は、「城の庭(1)」に戻される。真のラストボスを倒すと、エンディングののちゲームは終了する（ループしない）。命中率100％を出すのは難しく、全体的に難易度は高め。
| No. | タイトル                               | 発売日         | 対応機種               | 開発元             | 発売元                | メディア                      | 型式     | 売上本数 | 備考                                                                               |
| --- | -------------------------------------- | -------------- | ---------------------- | ------------------ | --------------------- | ----------------------------- | -------- | -------- | ---------------------------------------------------------------------------------- |
| 1   | 忍者プリンセス                         | 1986年3月1日   | SG-1000                | セガ               | セガ                  | マイカード                    | C-65     | -        |                                                                                    |
| 2   | 忍者プリンセス                         | 1986年         | MSX                    | -                  | ポニーキャニオン      | ロムカセット                  | R49X5808 | -        |                                                                                    |
| 3   | 忍者プリンセス1メガ版 忍者             | 1986年冬       | セガ・マークIII        | セガ第二研究開発部 | セガ                  | ロムカセット                  | G-1308   | -        |                                                                                    |
| 4   | SEGA AGES メモリアルセレクション VOL.2 | 1997年11月27日 | セガサターン           | セガCS1            | セガ                  | CD-ROM                        | GS-9163  | -        | アーケード版の移植                                                                 |
| 5   | 忍者プリンセス                         | 2003年7月4日   | Jフォン （Javaアプリ） | -                  | セガ                  | ダウンロード （セガエイジス） | -        | -        |                                                                                    |
| 6   | 忍者プリンセス                         | 2020年12月17日 | アストロシティミニ     | 瑞起               | セガトイズ セガ(販売) | プリインストール              | -        | -        | アーケード版の移植 本体にあらかじめ収録された36タイトル+おまけ1タイトルのうちの1つ |

SG-1000版
半画面単位での画面切換方式。アーケード版のSTEP 3、6、8がカットされ、「草原」（本作でのSTEP 3）は強制スクロールではなくなっている。また「石垣(2)」（本作でのSTEP 9）は、巻物を取った時点でクリア。
MSX版
SG-1000版の移植作。
セガ・マークIII版
移植に際し設定が変わり、主人公が男性忍者の「風丸」に、乗り込む城が「大神城」となった。海外版はタイトルが異なる。
サウンドは完全オリジナル。
SG-1000版になかった強制スクロール面が実現しているが、ステージはSTEP 2、5がカットされ、「草原」（本作でのSTEP 3）は引き続き強制スクロールではなくなっている。また、「草原」と「川」のあいだに、本作オリジナル面が入っており、「石垣」面では最上部に投石器が備わっている。
命中率0％を出すと1000万点ボーナスが加算される。
自機は9機までしかストックできない。
セガサターン版
アーケード版の完全移植作品であり、家庭用オリジナル要素はない。
携帯アプリ版
Java™アプリ版。J-PHONEのJava対応ゲーム配信サイト「セガエイジス」にて配信。
アストロシティミニ版
セガグループの1社であるセガトイズがリリースした「アストロシティミニ」にAC版を収録。「アストロシティミニ」は往年のセガ製汎用アーケードゲーム用筐体「アストロシティ」を外観のモチーフとし、1980年代から1990年代中期のアーケードゲーム36作品（+おまけ1作品）がプリインストールされた「復刻系ゲーム機」である。
本体の機能として「どこでもセーブ」（ステートセーブ）などプレイに便利な機能が幾つか使える。

## 評価
アーケード版
ゲーム本『甦る 20世紀アーケードゲーム大全 Vol.2 アクションゲーム・シューティングゲーム熟成期編』では、本作の主人公がミニスカ姿の姫である事などからギャルゲーのはしりであるとの評価がある事を述べている。また、スクロール方向が多岐に亘る事に関して「単調にならないように変化がつけられている」と肯定的に評価したが、敵の攻撃に関しては「全体的に嫌らしい攻撃が多い」、「1周クリアするだけでかなりの腕が必要」とした上で難易度の高さを主張、「キャラの可愛さに釣られると大変な目にあった」と総括した。